# Christina Eberl-Borges
Christina Eberl-Borges (* 27. Oktober 1962 in Riedlingen) ist eine deutsche Juristin und seit 2011 Professorin für Bürgerliches Recht, insbesondere Familien- und Erbrecht sowie Internationales Privatrecht und Rechtsvergleichung an der Johannes Gutenberg-Universität in Mainz.

## Leben
Eberl-Borges studierte Rechtswissenschaft ab 1982 in Passau und Bonn. Dort legte sie 1988 die Erste Juristische Staatsprüfung ab. Sie erhielt während des Studiums eine fachspezifische Fremdsprachenausbildung in Französisch und Italienisch. Anschließend war sie Assistentin an der Universität Genf. Von 1989 bis 1992 absolvierte sie ihren juristischen Vorbereitungsdienst im OLG-Bezirk Köln. Während des Referendariats wurde sie auch promoviert.
Im Anschluss war sie von 1992 bis 2001 wissenschaftliche Mitarbeiterin an der Universität Potsdam, wo sie sich 1999 habilitierte. In den Jahren 1996 bis 1999 wurde sie als Habilitationsstipendiatin der Deutschen Forschungsgemeinschaft gefördert.
Nach Lehrstuhlvertretungen in Bonn und Siegen sowie Lehrtätigkeiten in Potsdam und an der HU Berlin war sie ab 2002 Universitätsprofessorin an der Universität Siegen, ehe sie 2011 einen Ruf an die Johannes Gutenberg-Universität Mainz erhielt.
Die Forschungsschwerpunkte von Eberl-Borges liegen vor allem im Recht der Erbengemeinschaft und der Reform des Zivilrechts in der Volksrepublik China. Sie ist außerdem Mitglied des Beirats der Zeitschrift für die gesamte erbrechtliche Praxis.

## Werke (Auswahl)
- Rechtsfragen der Bankgarantie im internationalen Wirtschaftsverkehr nach deutschem und schweizerischem Recht. Baden-Baden: Nomos 1992 ISBN 3-7890-2634-4 (Diss.)
- zus. m. Detlev W. Belling und Frank Michlik: Das Selbstbestimmungsrecht Minderjähriger bei medizinischen Eingriffen – eine rechtsvergleichende Studie zum amerikanischen, englischen, französischen und deutschen Recht. Neuwied, Kriftel, Berlin: Luchterhand 1994 ISBN 978-3-472-01574-1
- Die Erbauseinandersetzung. Tübingen: Mohr Siebeck 2000 ISBN 3-16-147380-9 (Habil.)
- zus. m. Michael Zimmer: Examinatorium Familien- und Erbrecht. Baden-Baden: Nomos 2017 ISBN 3-8487-2385-9
- Einführung in das chinesische Recht. Baden-Baden: Nomos 2018 ISBN 3-8487-2386-7